# Djezon Boutoille
Djezon Boutoille (Calais, 9 november 1975) is een Frans voormalig  voetballer (aanvaller). Tijdens zijn carrière speelde hij bij OSC Lille (waar hij 241 wedstrijden speelde), Amiens SC en Calais RUFC. In 2009 stopte hij met voetballen en werd hij trainer van Calais RUFC. Deze functie vervulde hij tot de opheffing van de club in 2017.

## Spelerscarrière
- jeugd: Calais RUFC
- 1993-2004: OSC Lille
- 2004-2005: Amiens SC
- 2005-2009 : Calais RUFC

## Trainerscarrière
- 2009-2017: Calais RUFC